# Atriplex matamorensis
Atriplex matamorensis är en amarantväxtart som beskrevs av Aven Nelson. Atriplex matamorensis ingår i släktet fetmållor, och familjen amarantväxter. Inga underarter finns listade i Catalogue of Life.